# Шаховской, Михаил Николаевич
Князь Михаил Николаевич Шаховской (1828—1887) — тайный советник, сенатор.

## Биография
Родился 20 августа (1 сентября) 1828 года.
Окончив в 1848 году Императорское училище правоведения, 27 мая в чине титулярного советника поступил на службу младшим помощником секретаря 2-го отделение III-го департамента Сената; 27 мая 1849 года был назначен старшим помощником секретаря. В 1854 году исправлял должность обер-секретаря во 2-м отделении IV-го департамента Сената, а с 19 сентября 1856 года состоял за обер-прокурорским столом и 5 ноября 1856 года был назначен в 1-е отделение V департамента Сената.
Весной 1857 года был назначен членом Комиссии при III отделении Собственной Его Величества Канцелярии для расследования обстоятельств, которыми сопровождалась выдача умершим помещиком Иваном Родзянко долговых актов, и был в комиссии председателем.
С 20 января 1863 года занимал должность обер-прокурора V департамента Сената; 10 сентября 1864 года был произведён в действительные статские советники и с 16 ноября стал исправлять должность обер-прокурора II-го департамента ( утверждён в должности 1 января 1865 года именным указом). После назначения с 10 февраля 1866 года обер-прокурором 1-го отделение V-го департамента проводил ревизию в Уфимской губернии и за исполнение этого поручения 26 апреля 1870 года ему было объявлено Высочайшее благоволение, а 9 июля он был назначен сенатором и старшим председателем Казанской судебной палаты (до 12 августа 1871) с производством в тайные советники. Уже 12 июня того же года на него была возложена ревизия прежних судебных учреждений губернии Казанской, Симбирской и Самарской; к этому 20 июня была присоединена ревизия мировых установлений Казанского судебного округа и ревизия вновь учреждённых судов. Был сенатором в I отделении V-го департамента; в 1877 году назначен к присутствованию в Уголовном департаменте Сената, где оставался до своей смерти.
Умер в 1887 году. Похоронен в Лужском уезде, в Череменецком монастыре.